# Canarias Explosivos
Canarias Explosivos (CESA) es una empresa española perteneciente al sector químico que está especializada en la elaboración de productos como abonos, fertilizantes, nutrientes, fitosanitario, etc. Su ámbito de actuación se centra en las islas Canarias, donde posee una red de instalaciones y almacenes.

## Historia
La sociedad Canarias Explosivos fue fundada en 1945 como una filial de Unión Española de Explosivos, con el fin de elaborar abonos y productos químicos para su aplicación en la agricultura. Finalmente, la empresa también llegó a comerciar explosivos y cartuchería en el ámbito local canario. Con posterioridad se integró en la estructura del grupo Unión Explosivos Río Tinto (ERT), que en su momento controló un 89,1% de su capital. En 1989, al igual que ocurrió con las demás filiales del grupo ERT, la empresa se integró en el holding Ercros. En 1994, debido a la grave crisis financiera que atravesaba Ercros, esta optó por vender la filial a los accionistas minoritarios. Desde ese momento Canarias Explosivos S.A. inició una andadura independiente.